# Resolució 304 del Consell de Seguretat de les Nacions Unides
La Resolució 304 del Consell de Seguretat de les Nacions Unides fou adoptada per unanimitat el 8 de desembre de 1971, després d'examinar l'aplicació de Emirats Àrabs Units per a ser membre de les Nacions Unides, el Consell va recEmirats Àrabs Unitsar a l'Assemblea general que Emirats Àrabs Units fos admès.